# Ferrovia Saragozza-Sagunto
La ferrovia Saragozza-Sagunto è una linea ferroviaria spagnola che unisce Saragozza con la cittadina di Sagunto, nella Comunità Valenciana.

## Storia
A partire dagli anni settanta del XIX secolo furono elaborati una serie di progetti, nessuno dei quali però portato a compimento, per realizzare collegamento ferroviario che collegasse Calatayud, Teruel e Sagunto. A realizzare i lavori sulla tratta Calatayud-Valencia fu la Compañía del Ferrocarril Central de Aragón, fondata nel 1894. Tra il 1897 e il 1900 furono completati i diversi tratti tra Sagunto e Puerto de Escandón. La realizzazione di altri tratti fu più difficoltosa a causa dell'orografia della zona. Il 28 giugno 1901 fu completata la costruzione del tratto Calatayud-Puerto de Escandón. Nella capitale valenciana fu costruita una stazione terminale per accogliere i treni provenienti dal nord, la stazione Valencia-Alameda, inaugurata nel 1902. Nello stesso anno fu inaugurata anche la tratta tra Sagunto e Valencia.
Per molti anni la linea Calatayud-Valencia coesistette parallelamente alla cosiddetta ferrovia Ojos Negros, una linea a scartamento ridotto di proprietà della compagnia Sierra Menera. Questo percorso permetteva il collegamento via treno tra il bacino minerario di Ojos Negros e il porto di Sagunto.
La Compañía del Ferrocarril Central de Aragón acquistò la ferrovia a scartamento ridotto da Cariñena a Saragozza con l'idea di sfruttare il suo tracciato e realizzare una nuova linea a scartamento iberico che raggiungesse il capoluogo aragonese. I lavori si protrassero tra il 1930 e il 1933. La nuova linea Caminreal-Saragozza fu inaugurata il 2 aprile 1933. La diramazione tra questa nuova linea e la ferrovia Calatayud-Valencia venne realizzata nella stazione di Caminreal.